# UCI Women's World Tour 2023
UCI Women's World Tour 2023 er den 8. udgave af UCI Women's World Tour. Den indeholder 28 endags- og etapeløb i Australien, Forenede Arabiske Emirater, Europa og Kina. Første løb var Women's Tour Down Under fra 15. til 17. januar 2023, og World Touren slutter med kinesiske Tour of Guangxi den 17. oktober.

## Hold
| UCI Women's WorldTeams (15)- Canyon-SRAM Racing - EF Education-TIBCO-SVB - FDJ-Suez - Fenix-Deceuninck - Human Powered Health - Israel-Premier Tech Roland - Liv Racing TeqFind - Movistar Team - Team DSM - Team Jayco AlUla - Team Jumbo-Visma - SD Worx - Trek-Segafredo - UAE Team ADQ - Uno-X Pro Cycling Team |
| |

## Danske sejre
| Danske sejre på UCI Women's World Tour 2023 |                                   |            |                       |               |
| #                                           | Løb                               | Dato       | Rytter                | Hold          |
| 1                                           | 6. etape af Tour de France Femmes | 28. juli   | Emma Norsgaard        | Movistar Team |
| 2                                           | 2. etape af Tour of Scandinavia   | 24. august | Cecilie Uttrup Ludwig | FDJ-Suez      |
| 3                                           | 5. etape af Tour of Scandinavia   | 27. august | Cecilie Uttrup Ludwig | FDJ-Suez      |

## Løb
| 15. – 17. jan.     | Women's Tour Down Under                   | Grace Brown          | Amanda Spratt         | Georgia Williams       |
| 28. jan.           | Deakin University Elite Women's Road Race | Loes Adegeest        | Amanda Spratt         | Nina Buysman           |
| 9. – 12. feb.      | UAE Tour Women                            | Elisa Longo Borghini | Gaia Realini          | Silvia Persico         |
| 25. feb.           | Omloop Het Nieuwsblad for kvinder         | Lotte Kopecky        | Lorena Wiebes         | Marta Bastianelli      |
| 4. mar.            | Strade Bianche for kvinder                | Demi Vollering       | Lotte Kopecky         | Cecilie Uttrup Ludwig  |
| 11. mar.           | Ronde van Drenthe for kvinder             | Lorena Wiebes        | Susanne Andersen      | Maike van der Duin     |
| 19. mar.           | Trofeo Alfredo Binda-Comune di Cittiglio  | Shirin van Anrooij   | Elisa Balsamo         | Vittoria Guazzini      |
| 23. mar.           | Classic Brugge-De Panne for kvinder       | Georgi Pfeiffer      | Elisa Balsamo         | Lorena Wiebes          |
| 26. mar.           | Gent-Wevelgem for kvinder                 | Marlen Reusser       | Megan Jastrab         | Maike van der Duin     |
| 2. apr.            | Flandern Rundt for kvinder                | Lotte Kopecky        | Demi Vollering        | Elisa Longo Borghini   |
| 8. apr.            | Paris-Roubaix for kvinder                 | Alison Jackson       | Katia Ragusa          | Marthe Truyen          |
| 16. apr.           | Amstel Gold Race for kvinder              | Demi Vollering       | Lotte Kopecky         | Shirin van Anrooij     |
| 19. apr.           | La Flèche Wallonne Féminine               | Demi Vollering       | Liane Lippert         | Gaia Realini           |
| 23. apr.           | Liège-Bastogne-Liège for kvinder          | Demi Vollering       | Elisa Longo Borghini  | Marlen Reusser         |
| 1. – 7. maj        | La Vuelta España Femenina                 | Annemiek van Vleuten | Demi Vollering        | Gaia Realini           |
| 12. – 14. maj      | Itzulia Women                             | Marlen Reusser       | Demi Vollering        | Katarzyna Niewiadoma   |
| 18. – 21. maj      | Vuelta a Burgos Feminas                   | Demi Vollering       | Shirin van Anrooij    | Ashleigh Moolman-Pasio |
| 26. – 28. maj      | RideLondon Classique                      | Charlotte Kool       | Chloé Dygert          | Lizzie Deignan         |
| 6. – 11. jun.      | The Women's Tour                          | aflyst               |                       |                        |
| 17. – 20. jun.     | Tour de Suisse Women                      | Marlen Reusser       | Demi Vollering        | Elisa Longo Borghini   |
| 30. juni – 9. jul. | Giro d'Italia Women                       | Annemiek van Vleuten | Juliette Labous       | Gaia Realini           |
| 23. – 30. jul.     | Tour de France Femmes                     | Demi Vollering       | Lotte Kopecky         | Katarzyna Niewiadoma   |
| 19. aug.           | Vårgårda West Sweden - holdtidskørsel     | aflyst               |                       |                        |
| 20. aug.           | Vårgårda West Sweden - linjeløb           | aflyst               |                       |                        |
| 23. – 27. aug.     | Tour of Scandinavia                       | Annemiek van Vleuten | Cecilie Uttrup Ludwig | Amber Kraak            |
| 2. sep.            | Grand Prix de Plouay                      | Mischa Bredewold     | Marta Lach            | Sofia Bertizzolo       |
| 5. – 10. sep.      | Simac Ladies Tour                         | Lotte Kopecky        | Lorena Wiebes         | Anna Henderson         |
| 15. – 17. sep.     | Romandiet Rundt for kvinder               | Demi Vollering       | Katarzyna Niewiadoma  | Marlen Reusser         |
| 12. – 14. okt.     | Tour of Chongming Island                  | Chiara Consonni      | Mylène de Zoete       | Daria Pikulik          |
| 17. okt.           | Tour of Guangxi for kvinder               | Daria Pikulik        | Chiara Consonni       | Mia Griffin            |